# Rue de Cugnaux
La rue de Cugnaux (en occitan : carrièra de Cunhaus) est une voie de Toulouse, chef-lieu de la région Occitanie, dans le Midi de la France.

## Situation et accès

### Description
La rue de Cugnaux est une voie publique. Elle traverse le quartier des Arènes, puis marque la limite entre les quartiers de la Patte-d'Oie et du Fer-à-Cheval.

### Voies rencontrées
La rue de Cugnaux rencontre les voies suivantes, dans l'ordre des numéros croissants (« g » indique que la rue se situe à gauche, « d » à droite) :
1. Place Émile-Mâle (g)
2. Boulevard Déodat-de-Séverac (d)
3. Rue Nungesser-et-Coli (d)
4. Rue de la Gravette (g)
5. Rue du Tchad (g)
6. Rue Molière (d)
7. Impasse Aristide-Pillat (d)
8. Rue Gazagne (d)
9. Rue de Gascogne (g)
10. Rue Jean-de-Pins (g)
11. Rue Varsovie (g)
12. Rue des Arcs-Saint-Cyprien (d)
13. Allées Charles-de-Fitte

### Transports
La rue de Cugnaux n'est pas directement desservie par les transports en commun Tisséo. Elle se trouve cependant à proximité immédiate, à l'est, des allées Charles-de-Fitte, parcourues par les lignes de bus 1366, et de la place intérieure Saint-Cyprien, où se trouve la station de métro Saint-Cyprien - République de la ligne . À l'ouest, la rue de Cugnaux débouche sur la place Émile-Mâle, traversée par les lignes de Linéo L14 et de bus 3467, à proximité de la station Arènes. 
Il existe plusieurs stations de vélos en libre-service VélôToulouse dans la rue de Cugnaux et les rues voisines : les stations no 72 (23 allée Charles-de-Fitte), no 73 (40 allée Charles-de-Fitte), no 140 (place Émile-Mâle) et no 183 (rue de Cugnaux).

## Odonymie
La rue de Cugnaux tient son nom de ce qu'elle mène, par la route de Saint-Simon, jusqu'au village de Cugnaux. Au début du XIXe siècle, la rue devint une partie du chemin vicinal no 22. Elle était ainsi désignée comme le chemin ou la route de Cugnaux jusqu'à l'établissement de l'octroi à la barrière de Cugnaux (actuelle place Émile-Mâle) en 1882. À cette date, on distingua la partie du chemin du côté de la ville, qui devint la rue de Cugnaux, et celle du côté de la campagne, qui devint la route de Saint-Simon. 

## Patrimoine et lieux d'intérêt

### Clinique Rive Gauche
Un édifice moderne est construit entre 2014 et 2017 pour l'agrandissement de la clinique Rive Gauche (actuel no 149). Il s'élève à l'angle des allées Charles-de-Fitte (actuels no 39-41), à l'emplacement d'un bâtiment administratif et d'un entrepôt construits en 1957 pour la Société Générale du Gaz, disparue en 1968. 
Le nouveau bâtiment, de style contemporain, est réalisé selon les plans des architectes toulousains Brunel et Michel Coucoureux. Il s'élève sur neuf niveaux – sous-sol, rez-de-chaussée et sept étages – pour une superficie totale de 11 400 m2,.

### Cité Roguet
La cité Roguet s'élève à l'emplacement de l'ancienne gare du même nom, construite en 1900 et exploitée par la compagnie des Chemins de fer du Sud-Ouest (CFSO). Elle est fermée en 1949 et le terrain acquis par l'office public départemental de HLM de la Haute-Garonne. Les travaux, menés en plusieurs tranches entre 1952 et 1961, sont confiés aux architectes Fabien Castaing et Pierre Viatgé, de l'Atelier des architectes associés (3A).

### Immeubles et maisons
- no  66 : villa Bertrand. 
Une maison de style Art déco est construite en 1926 par l'architecte Delmas pour le compte de M. Bertrand. Elle est agrandie et modifiée en 1963 pour le compte de Bruno Pastorello, perdant une partie de son décor au profit d'une mise au goût du jour dans un style plus moderne. La maison occupe un emplacement au centre de la parcelle, occupé par un jardin planté d'arbres. Il est séparé de la rue par un mur de clôture, composé d'un soubassement couvert de plaques de graviers et de potelets couverts d'un plaquis de brique. En 2013, la pose de panneaux métalliques occultants et l'arrachage de la haie lui ont fait perdre une partie de son caractère. La maison elle-même s'élève sur deux niveaux – un rez-de-chaussée et un étage. Le rez-de-chaussée est mis en valeur par un appareil de pierre rustique, qui contraste avec la brique des façades. Les fenêtres sont rectangulaires et ont un linteau en béton enduit. La façade nord est animée par le volume d'un avant-corps, percé de grandes baies voûtées en anse de panier au rez-de-chaussée et à l'étage[5].

- no  80 : maison de campagne. 
Une maison de campagne est construite dans la deuxième moitié du XVIIIe siècle au cœur d'une vaste parcelle qui s'étend jusqu'à la rue des Arcs-Saint-Cyprien. Elle appartient, en 1800, à un certain M. Bernardis. Sur la rue s'élève le portail, percé d'une grande ouverture voûtée en anse de panier et surmontée d'une corniche moulurée. Il est relié au bâtiment des anciens communs, probablement construit au début du XIXe siècle. Il ne compte qu'un rez-de-chaussée, percé de fenêtres segmentaires et surmonté d'une corniche en génoise. La maison de maître s'élève en retrait de la rue. Elle se compose de plusieurs corps de bâtiment. Le corps de bâtiment principal possède une façade symétrique de style néo-classique. Il s'élève sur trois niveaux séparés par des cordons : un rez-de-chaussée, un étage et un comble à surcroît. La travée centrale est encadrée de pilastres et surmontée d'un fronton triangulaire percé d'un oculus. Le niveau de comble, reconstruit au cours du XXe siècle, est éclairé par des ouvertures rectangulaires jumelées. Le reste de l'élévation est surmonté d'un faux garde-corps à balustres en terre cuite. La toiture est coiffée d'un lanternon, construit au cours du XXe siècle, au toit en ardoise[6].

- no  106-110 : immeuble[7].

- no  118 : maison. 
La maison, de style Art déco, est construite en 1929, dans le cadre du lotissement d'une longue parcelle entre la rue de Cugnaux et la rue des Arcs-Saint-Cyprien (actuel no 105). La maison s'élève en retrait par rapport à la rue, ménageant une cour séparée par un mur de clôture percé d'une porte cochère et d'une porte piétonne. L'ossature est en béton, mais les façades jouent de la polychromie du béton enduit et de la brique en parement. Le rez-de-chaussée est occupé par le garage et les pièces de service. À droite, un escalier extérieur mène à une terrasse ménagée au-dessus des pièces du rez-de-chaussée. La porte d'entrée, qui s'ouvre dans la travée centrale, est protégée par une marquise en béton. La travée de gauche est largement éclairée par le bow-window que forme une ouverture triple. L'élévation est surmontée d'une large corniche moulurée[8].

- no  137 bis : centre communal d'action sociale Olivier. 
En 1855, un asile est fondé par Hippolyte Olivier, industriel et philanthrope toulousain, sur un terrain qu'il possède à l'angle de la rue Varsovie (actuels no 1 à 5). La maison consiste en une bâtisse en rez-de-chaussée, longue de neuf travées, probablement construite dans la première moitié du XIXe siècle. En arrière et sur les côtés de la maison se trouve un vaste jardin, qui sert au repos des pensionnaires. L'ancien asile abrite aujourd'hui plusieurs services du centre communal d'action sociale (CCAS)[9] : on y trouve un Centre d'hébergement temporaire (actuel no 1) et le Club Olivier[10].

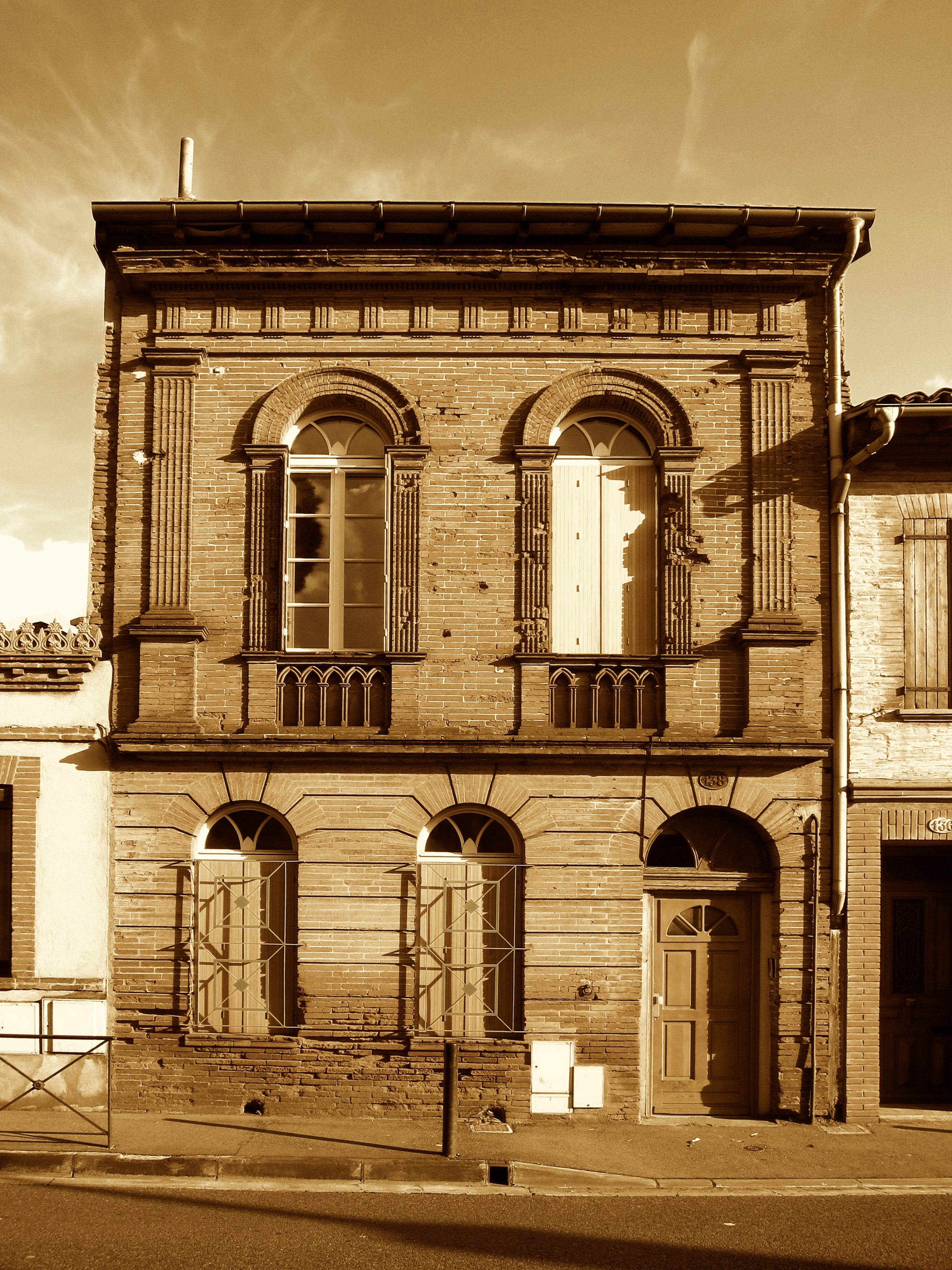
no 138 : maison néo-classique.

- no  138 : maison. 
La maison, de style néo-classique, est construite dans la première moitié du XIXe siècle. Le rez-de-chaussée, traité en bossage continu, est percé de deux fenêtres et d'une porte voûtées en plein cintre. Au 1er étage, la façade est encadrée de pilastres cannelés à chapiteaux doriques, soutenant un entablement rythmé par des triglyphes. Les fenêtres, également voûtées en plein cintre, sont mises en valeur par un encadrement de faux pilastres cannelés à chapiteaux doriques et de faux garde-corps. L'élévation est couronnée d'une corniche moulurée à modillons[11].

## Personnalité
- Jean Duffault (1868-1951) : ténor toulousain, il possédait dans la rue de Cugnaux une maison, la villa des Rossignols[12],[13].